# Kościół św. Jakuba Apostoła w Błażejewie
Kościół świętego Jakuba Apostoła w Błażejewie – rzymskokatolicki kościół parafialny należący do parafii pod tym samym wezwaniem (dekanat śremski archidiecezji poznańskiej).
Jest to świątynia wzniesiona w latach 1675–76. Ufundowana została przez księdza Stanisława Grudowicza, pierwszego filipina w Polsce, dla okolicznych mieszkańców, w czasie wyrębu drzewa dla budowanej bazyliki na Świętej Górze. Rozbudowana została w 1778 roku. Wnętrze zostało odrestaurowane w 1872 roku. Kościół został zdewastowany w 1876 roku w czasie kasaty klasztoru. Remontowany był około 1950 roku pod kierunkiem architekta Franciszka Morawskiego. W latach 70. XX wieku świątynia została rozbudowana o zakrystię i w 1980 roku o kruchtę.
Budowla jest drewniana, jednonawowa, wzniesiona została w konstrukcji zrębowej. Świątynia jest orientowana, wybudowana z drewna sosnowego na planie krzyża łacińskiego w stylu barokowym. Dwie kaplice boczne tworzą rodzaj transeptu, zamknięte są prostokątnie i posiadają kalenice równe nawie głównej. Prezbiterium nie jest wyodrębnione z nawy, zamknięte jest prostokątnie, przylega do niego zakrystia. Od frontu nawy jest umieszczona kruchta. Ozdobne barokowe szczyty wieńczą wszystkie ramiona świątyni. Na dachu pokrytym gontem, znajduje się duża czworokątna wieżyczka na sygnaturkę. Zwieńcza ją blaszany (miedziany) barokowy dach hełmowy z latarnią i krzyżem. Wnętrze nakryte jest stropem płaskim obejmującym nawę, kaplice i prezbiterium. Chór muzyczny jest nadwieszony i posiada prostą linię parapetu. Polichromia na stropie została wykonana po 2 wojnie światowej, jej autorkami są Anna i Zofia Pawłowskie. Tematyką polichromii są wizerunki z życia Chrystusa. Wyposażenie wnętrza reprezentuje styl ludowy. Cenny ołtarz główny – w stylu późnorenesansowym pochodzi z 1 połowy XVII wieku. Ołtarze w kaplicach powstały pod koniec XVII wieku. Kropielnica została wydrążona w kamieniu. Współczesne stacje Drogi Krzyżowej zostały namalowane na szkle.